# Жанна д’Арк (картина Россетти)
«Жанна д’Арк» — картина английского художника-прерафаэлита Данте Габриэля Россетти, созданная в 1882 году. Художник завершил работу над картиной за несколько дней до своей смерти, и она стала его последней работой. Картина создавалась на заказ, однако она попала на аукцион, который устроили после смерти художника в 1883 году. С 1909 года находится в собрании Музея Фицуильяма.
Картина практически полностью повторяет акварель, созданную Россетти в 1864 году, которая в свою очередь написана по мотивам его же картины «Жанна д’Арк, целующая меч освобождения» 1863 года. При изображении Жанны д’Арк Россетти концентрировался на соединении красоты, любви с женщиной-воином. Тёплые цвета одежды c вышивкой, кожи, струящиеся рыжие волосы контрастируют с холодными металлическими доспехами. Натурщицей для картины стала Джейн Моррис.

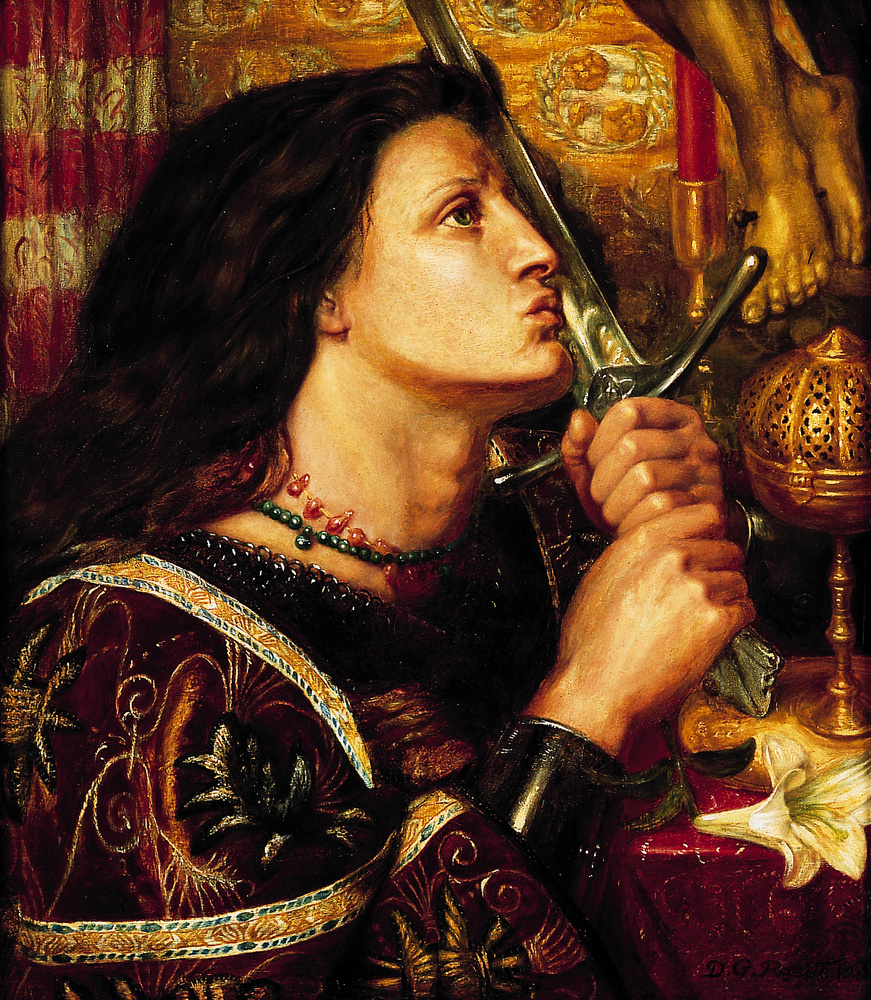
«Жанна д’Арк, целующая меч освобождения»
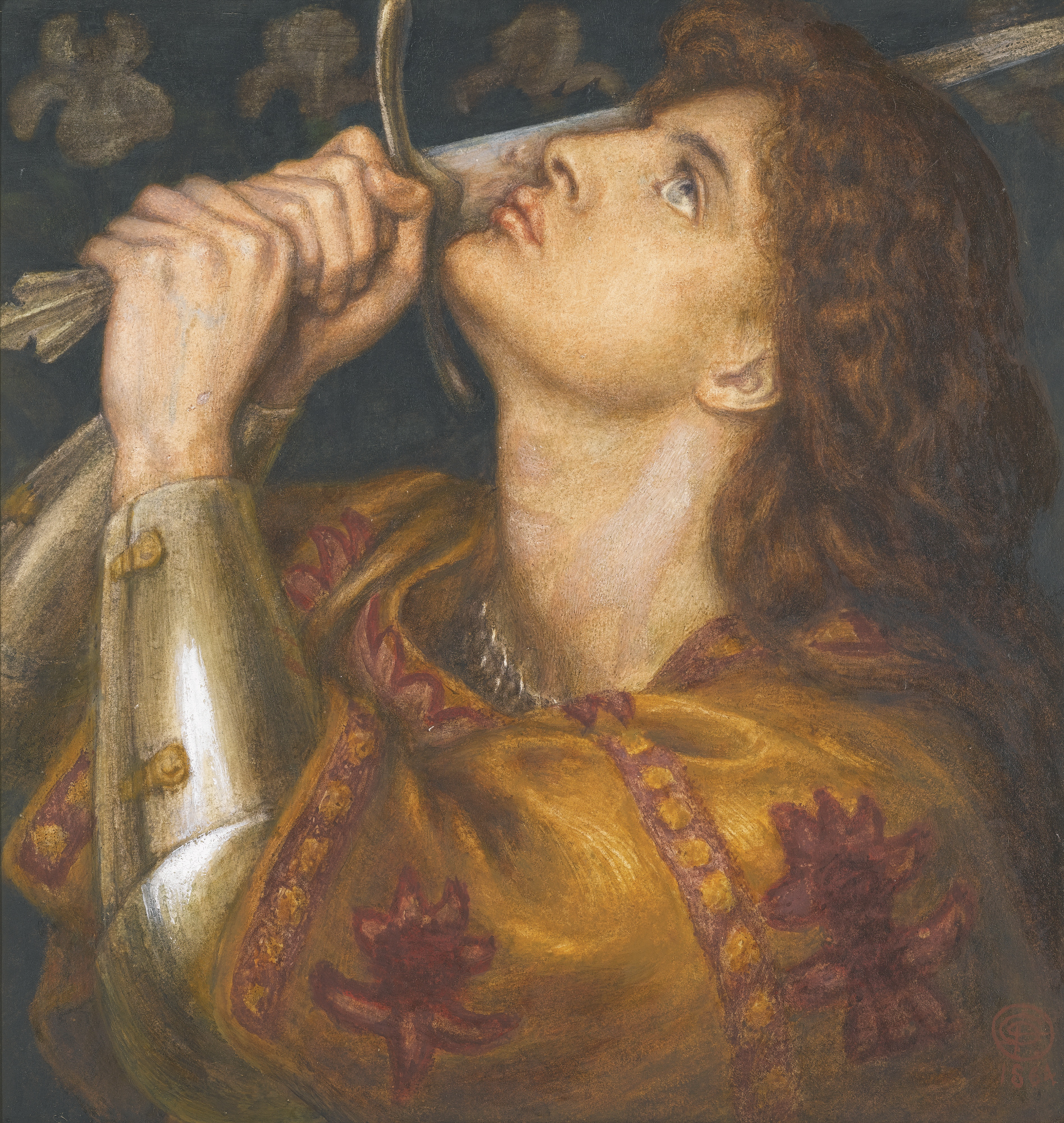
Акварель 1864 года.